# 第一次世界大战胜利奖章 (美国)
第一次世界大战胜利奖章（英語：World War I Victory Medal）是美国于第一次世界大战的一项军事勋奖。
1919年3月，一个协约国间委员会建议颁发一枚共同的协约国服役奖章。每个协约国都将设计一枚 “胜利奖章”授予其军事人员，所有发行的奖章都有某些共同特征，包括正面的胜利之翼图和相同的绶带。